# Jeong Sang-eun
Jeong Sang-eun (Koreaans: 정상은) (Jilin, China, 2 april 1990) is een voormalig Zuid-Koreaans professioneel tafeltennisser. Hij speelt rechtshandig met de shakehandgreep. Zijn Chinese naam is Ding Xiang'en. Sinds 2005 kwam hij voor Zuid-Korea uit.

## Belangrijkste resultaten
- Brons met het team op de wereldkampioenschappen 2016.

- International Standard Name Identifier: 0000 0004 6814 8685
- Virtual International Authority File: 252153409755741582462